# کادلیانو-ویکوناگو
کادلیانو-ویکوناگو (به ایتالیایی: Cadegliano Viconago) یک کومونه در ایتالیا است که در استان وارزه واقع شده‌است.

## خصوصیات
کادلیانو-ویکوناگو ۱۰٫۲ کیلومترمربع مساحت و ۱٬۷۶۰ نفر جمعیت دارد.